# ありあけ (フェリー・初代)
ありあけは、大島運輸が運航していたフェリー。

## 概要
波之上丸 (3代)の代船として臼杵鉄工所佐伯工場で建造され、1986年8月30日に東京 - 那覇航路に就航した。本船の就航により、波之上丸は鹿児島航路へ転配され、鹿児島航路に従来就航していたエメラルドあまみは引退、奄美海運へ売却され、フェリーあまみ (初代)となった。
共有建造制度を利用して建造された船舶整備公団との共有船である。
ありあけ（2代）の就航により、1995年9月に引退した。
その後、海外売船され、フィリピンでSuperFerry 9として就航していたが、2009年9月6日、サンボアンガ沖で沈没した。

### 就航航路
東京航路
- 東京港（10号地ふ頭・沖縄奄美船客待合所） - 志布志（志布志港） - 奄美大島（名瀬港新港地区） - 与論島（与論港） - 那覇港（新港ふ頭）

## 設計
波之上丸と比較して貨物搭載能力を重視した設計となっている。甲板上に大型のガントリークレーンを搭載しており、操舵室が一段高くなっているのが特徴である。両舷船尾および左舷船首にランプウェイを装備しており、トラック、乗用車などをロールオン・ロールオフ方式で車両甲板に搭載するほか、船首甲板がコンテナスペースとなっており、コンテナをガントリークレーンによるリフトオン・リフトオフ方式で搭載する。Dデッキにトラック、Cデッキに乗用車、コンテナを搭載する。DデッキとCデッキは船内スロープで連絡されている。

## 船内

### 船室
| クラス  | 部屋数            | 定員  | 設備               |
| ------- | ----------------- | ----- | ------------------ |
| 特別室  | 4名×1室           | 4名   | バス・トイレ付     |
| 特等    | 3名×1室           | 3名   | バス・トイレ付     |
| 1等     | 2-4名×4室         | 16名  | シャワー・トイレ付 |
| 2等寝台 | 8名×8室           | 48名  | 2段ベッド          |
| 2等和室 | 11名×1室          | 11名  | 畳敷き             |
| 2等     | 37名×2室 32名×1室 | 118名 |                    |

### 設備
パブリックスペース
- 案内所
- エントランスホール

供食・物販設備
- レストラン
- 売店
- 自動販売機